# Turtle Islands, Sierra Leone
Turtle Islands är en ögrupp utanför Sierra Leones kust. Den består av åtta öar, varav flera är bebodda av fiskare. Den största ön är Baki. 